# Lei Ruth Brilhante
Lei Ruth Brilhante é a denominação oficial que o Congresso Nacional do Brasil deu à lei 13.595, uma lei que altera a lei 11.350 para reformular a carreira de agentes comunitários de saúde e agentes de combate às endemias. Ela é originária do Projeto de Lei da Câmara (PLC) 56/2017, aprovado no Senado e na Câmara dos Deputados no final de 2017. A denominação Ruth Brilhante foi uma homenagem a agente comunitária que dedicou a vida a trabalhar pela categoria.

## Ruth Brilhante de Souza
Ruth Brilhante de Souza ou simplesmente Ruth Brilhante (Goiânia, 5 de outubro de 1958 – 3 de maio de 2017) foi uma agente comunitária, chegando a ser presidente e depois vice-presidente da Confederação Nacional dos Agentes Comunitários de Saúde (CONACS). Um dos maiores símbolos dos agentes de saúde da atualidade, Ruth Brilhante sofreu um acidente de moto e faleceu após uma parada cardiorrespiratória.
Em 2010 concorreu ao cargo de deputada estadual em Goiás pelo Partido Humanista da Solidariedade (PHS), na coligação Goiás Pra Valer, e obteve 3.471 votos, mas não foi eleita.